# Valse christusdoorn
De valse christusdoorn of Amerikaanse gleditsia (Gleditsia triacanthos) is een bladverliezende boom die uit Noord-Amerika stamt. De boom groeit snel en verschaft daarom vlug schaduw. Hij kan een hoogte van 20-30 m bereiken. Kenmerkend zijn de grote vertakte doornen aan stam en takken.
De valse christusdoorn is lid van de vlinderbloemenfamilie (Leguminosae of Fabaceae) en de onderfamilie Caesalpinioideae. Er bestaan rassen met en zonder doorns. Men ziet deze boom in straten en parken en hij is geschikt voor een niet te kleine tuin.
Het hout is tamelijk duurzaam, zwaar, sterk, taai, en splijtvast; het is grof van nerf. Het spinthout is licht en het kernhout lichtbruin/oranje van kleur. Het hout heeft open poriën en is dus niet waterdicht. Bij het drogen werkt het relatief weinig. Het is onder de naam "Honey locust" een bekende boom en houtsoort in de Verenigde Staten.

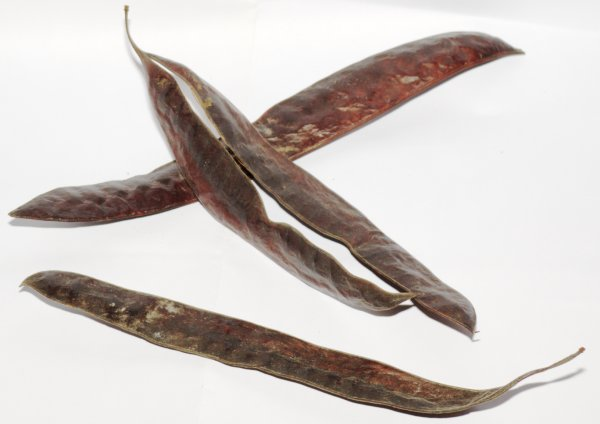
Peulen
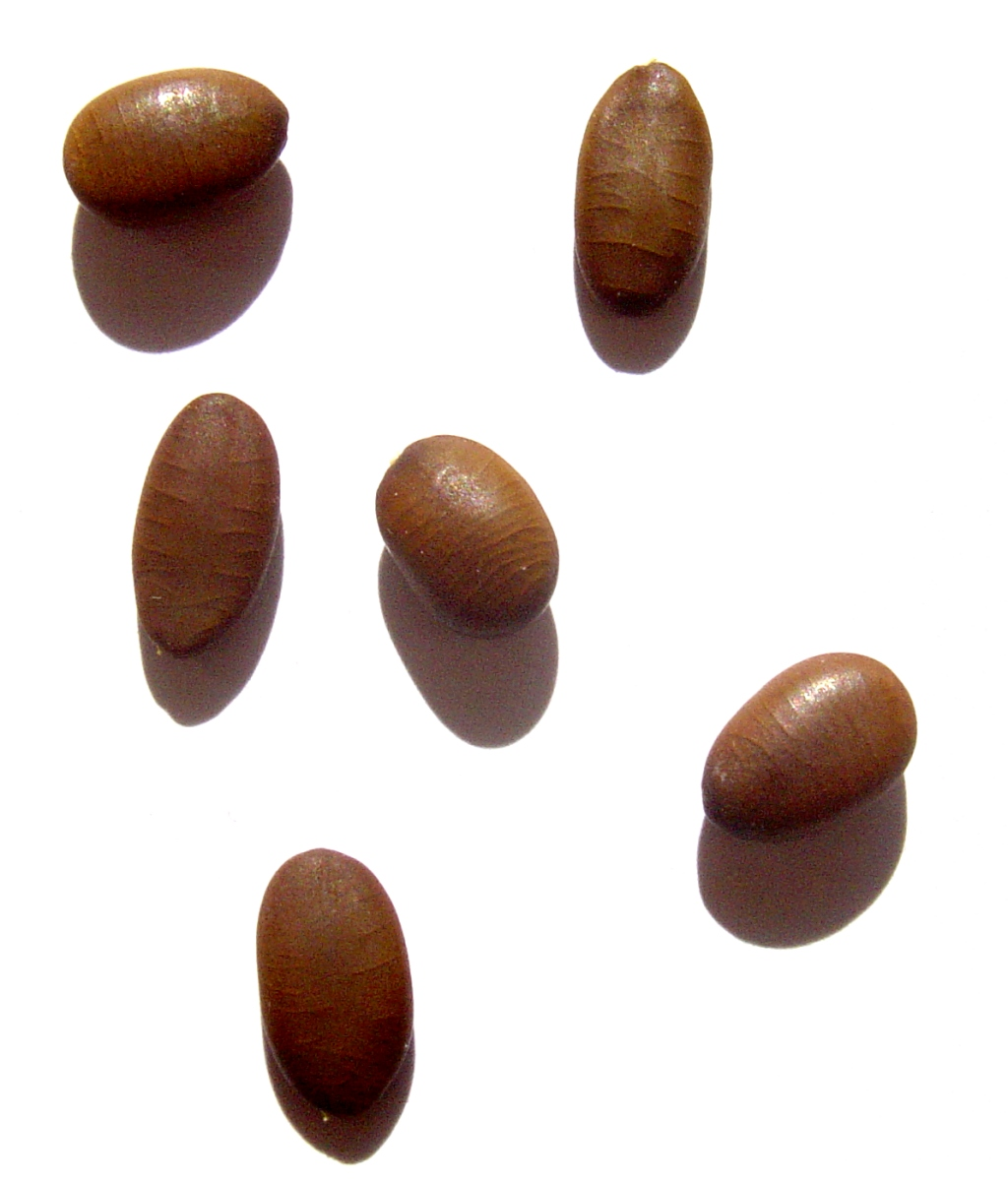
Zaden
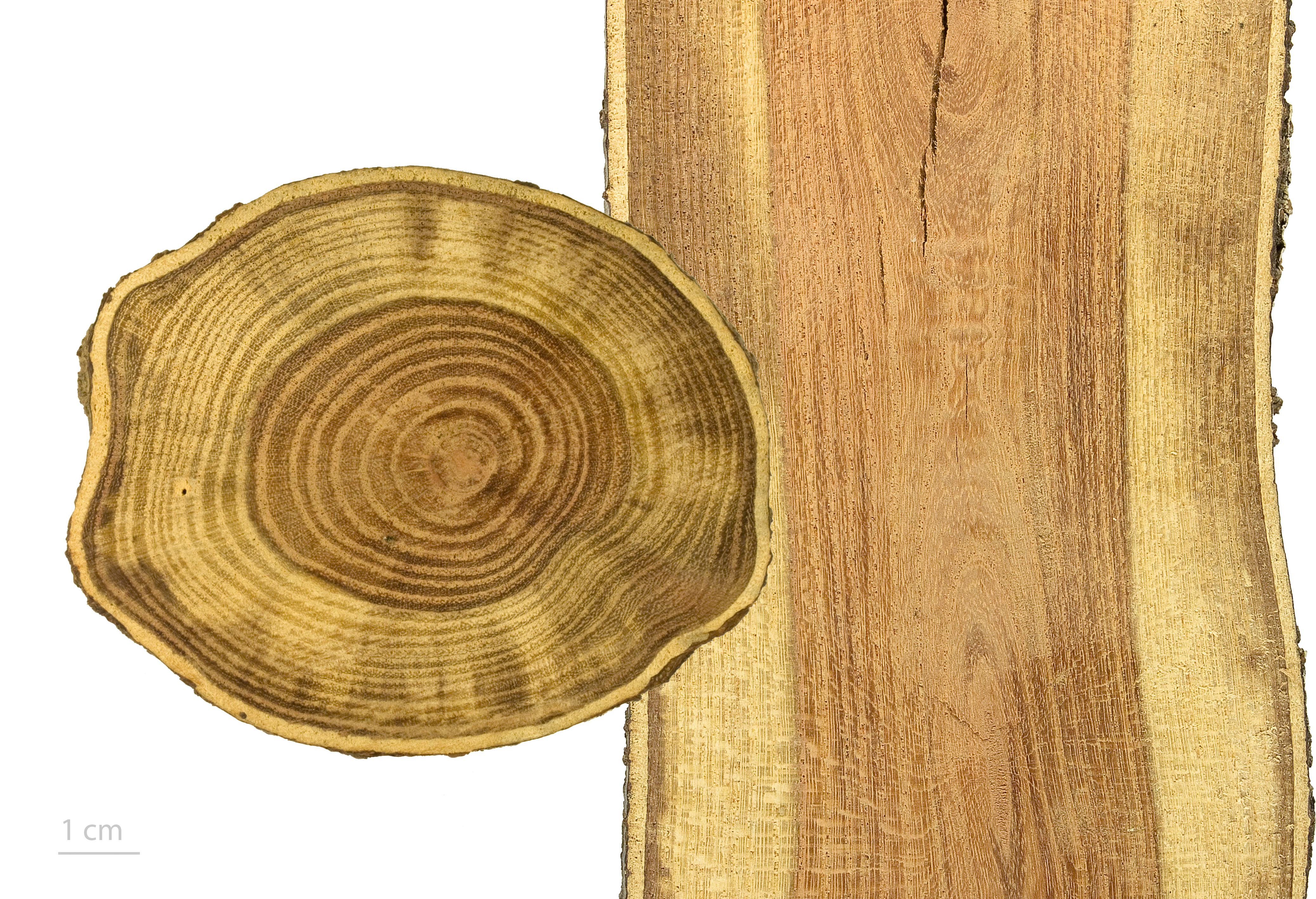
Stam, dwarse en overlangse doorsnede
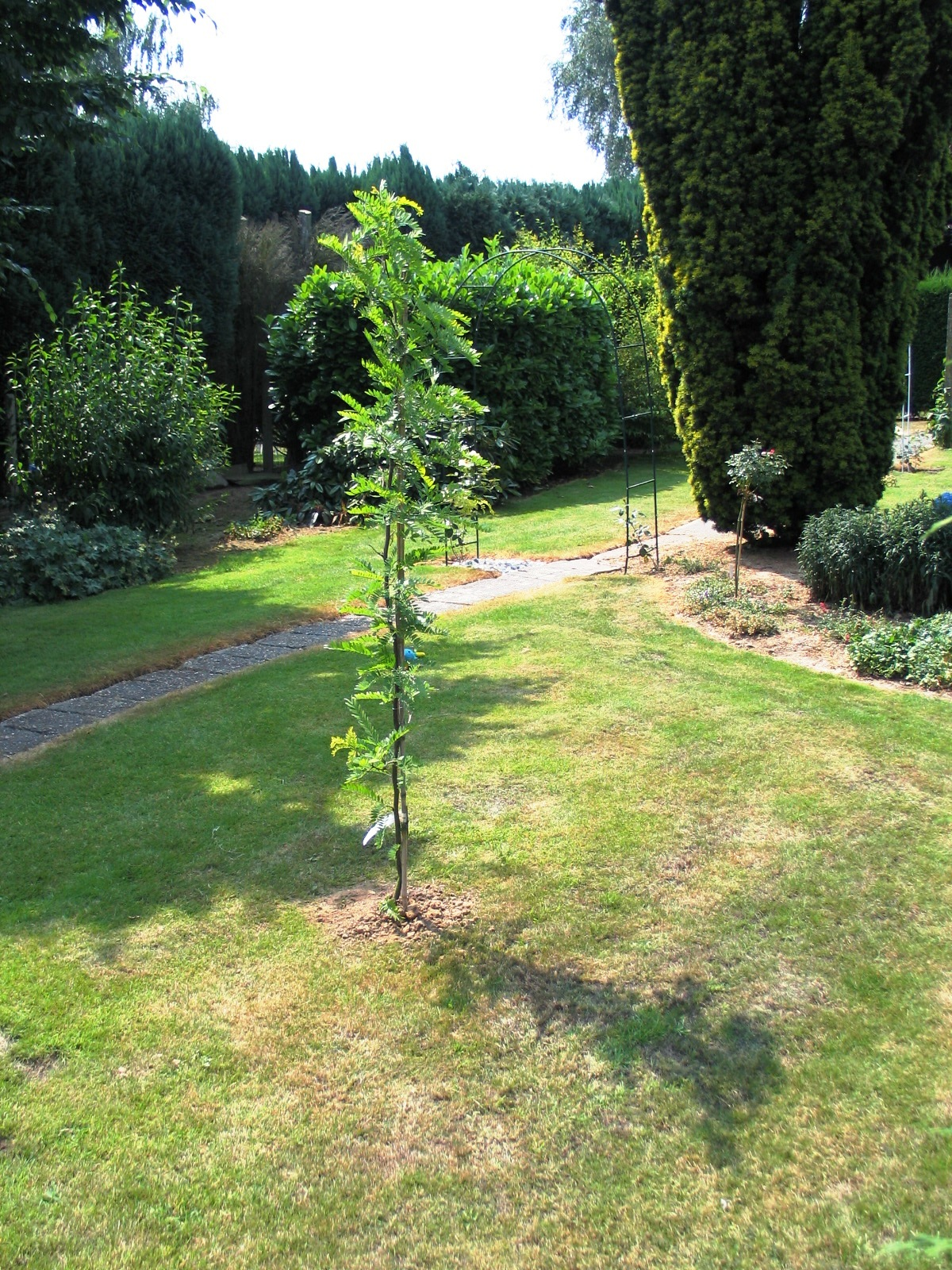
Jonge boom
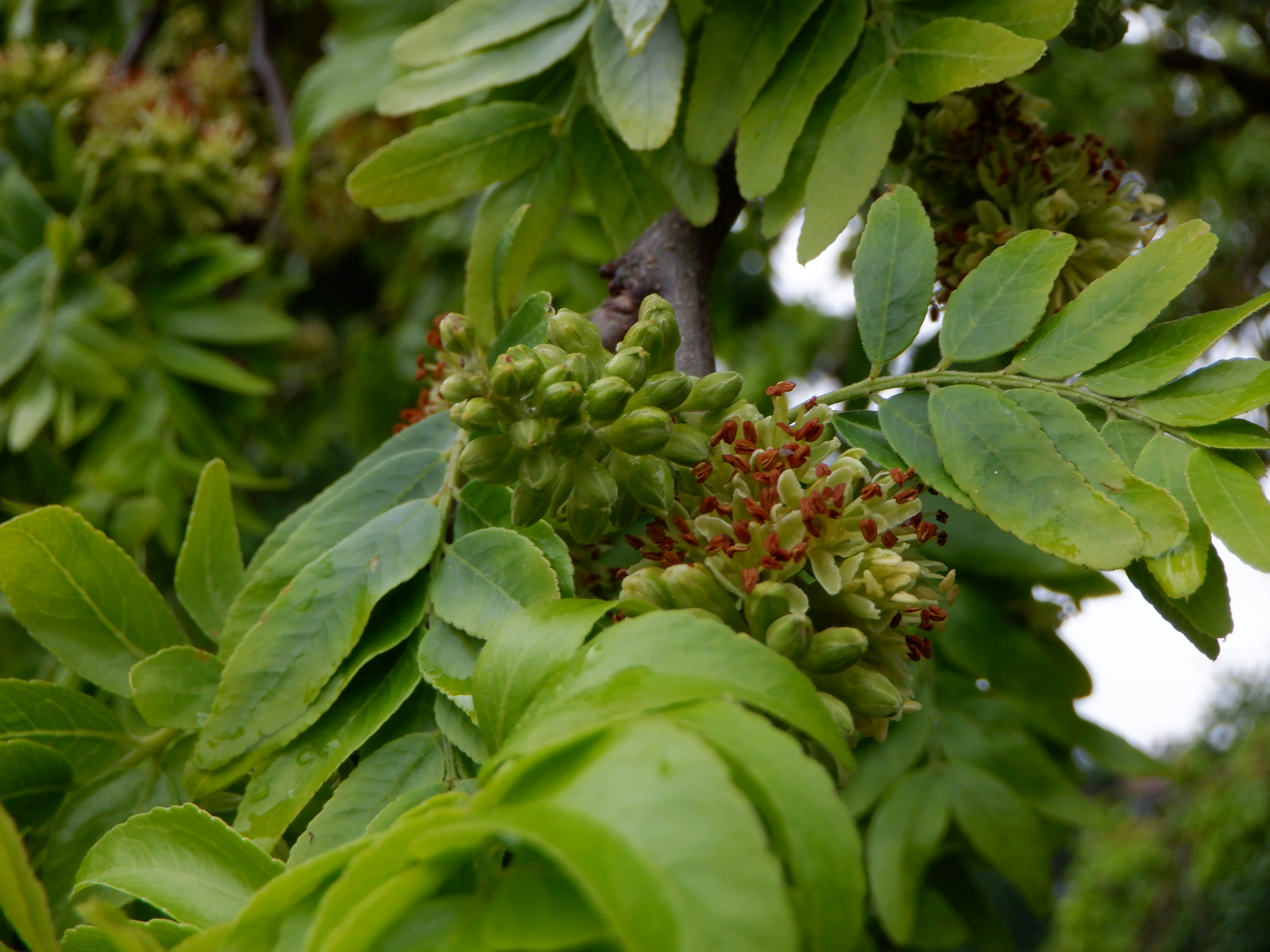
Bloem